# 保禄·萨尔蒂
保祿·萨尔蒂（義大利語：Paolo Sardi；1934年9月1日—2019年7月13日）是意大利籍天主教会枢机及耶路撒冷、羅得島和馬爾他聖若望主權軍事醫院騎士團监督。
萨尔蒂于1934年9月1日在意大利里卡尔多内出生。他於1958年6月29日晋铎，教宗若望·保祿二世於1997年1月6日將他晋牧。他於2004年至2011年间曾任羅馬聖教會副總司庫。教宗本笃十六世於2010年11月20日將他擢升为執事級樞機，領進教之佑聖母執事區執事銜。他於2010年11月30日獲委任為耶路撒冷、羅得島和马爾他聖若望主權軍事醫院骑士团监督，2014年11月8日荣休。薩爾蒂於2019年7月13日在羅馬奧斯定杰梅利醫院逝世。達濟斯·貝爾托內樞機於兩天後在聖伯多祿大殿主持他的葬禮，教宗方濟各亦有現身。薩爾蒂的遺體於里卡爾多內安葬。

## 牧徽

保祿·萨尔蒂枢机牧徽